# Grabmal des Grafen Philipp Ernst von Hohenlohe-Langenburg und seiner Gemahlin

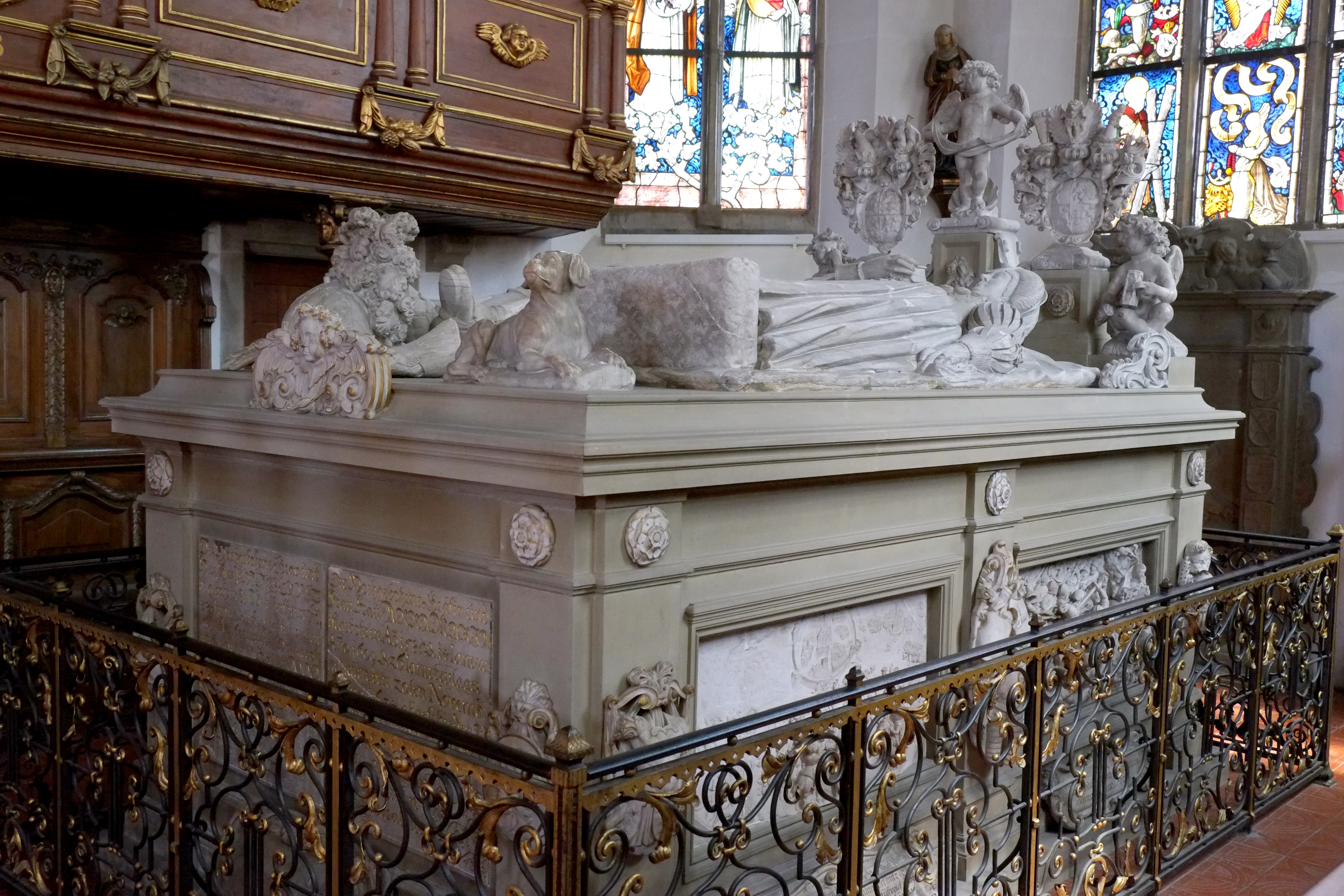
Grabmal des Grafen Philipp Ernst von Hohenlohe-Langenburg und seiner Gemahlin

Das Grabmal des Grafen Philipp Ernst von Hohenlohe-Langenburg und seiner Gemahlin Anna Maria zu Solms-Sonnenwalde (1585–1634) in der Stiftskirche zu Langenburg wurde von 1626 bis 1628 gefertigt.

## Beschreibung
Das Grabmal für Philipp Ernst von Hohenlohe-Langenburg (1584–1628) und seine Gemahlin wurde von dem Bildhauer Michael Kern (1580–1649) geschaffen. Der Aufbau des Grabmals wurde 1885 durch den Bildhauer Karl Federlin erneuert, nachdem die fast vollständig erhaltenen Alabasterbildwerke lange Zeit an der Wand aufgestellt waren.
Graf Philipp Ernst wird in fein verzierter Rüstung und die Gräfin in modischer Kleidung dargestellt. Die Wappenengel sind zu Häupten der Verstorbenen angebracht, einer steht, die Wappen haltend, zwei sitzen weinend davor und tragen Todessymbole. Die Gewände der Tumba, durch trophäengeschmückte Pfeiler in Felder eingeteilt, fassen neben den Inschrifttafeln die folgenden historischen Darstellungen:
- Moritz von Oranien erobert im Achtzigjährigen Krieg die Stadt Grave, die damit Teil der Niederlande wird
- Treffen vor Hohenstraßen 1603
- Abbildung der Stadt Arlon
- Treffen vor Missem

Die Schilde unter den Trophäen sind mit feinen Reliefs verziert, auf denen Tugenden dargestellt sind. Das Ornament ist krauses Knorpelwerk.

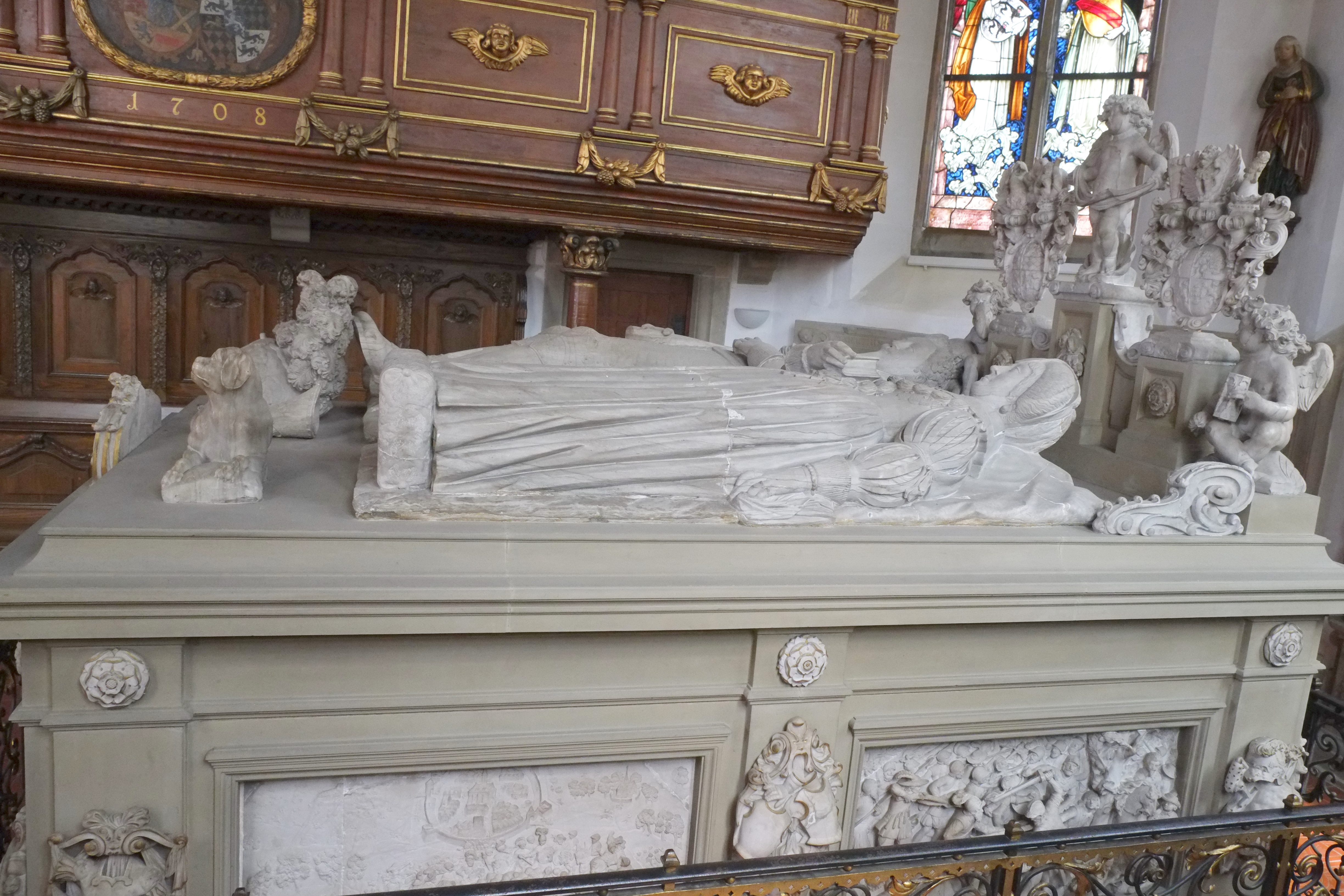
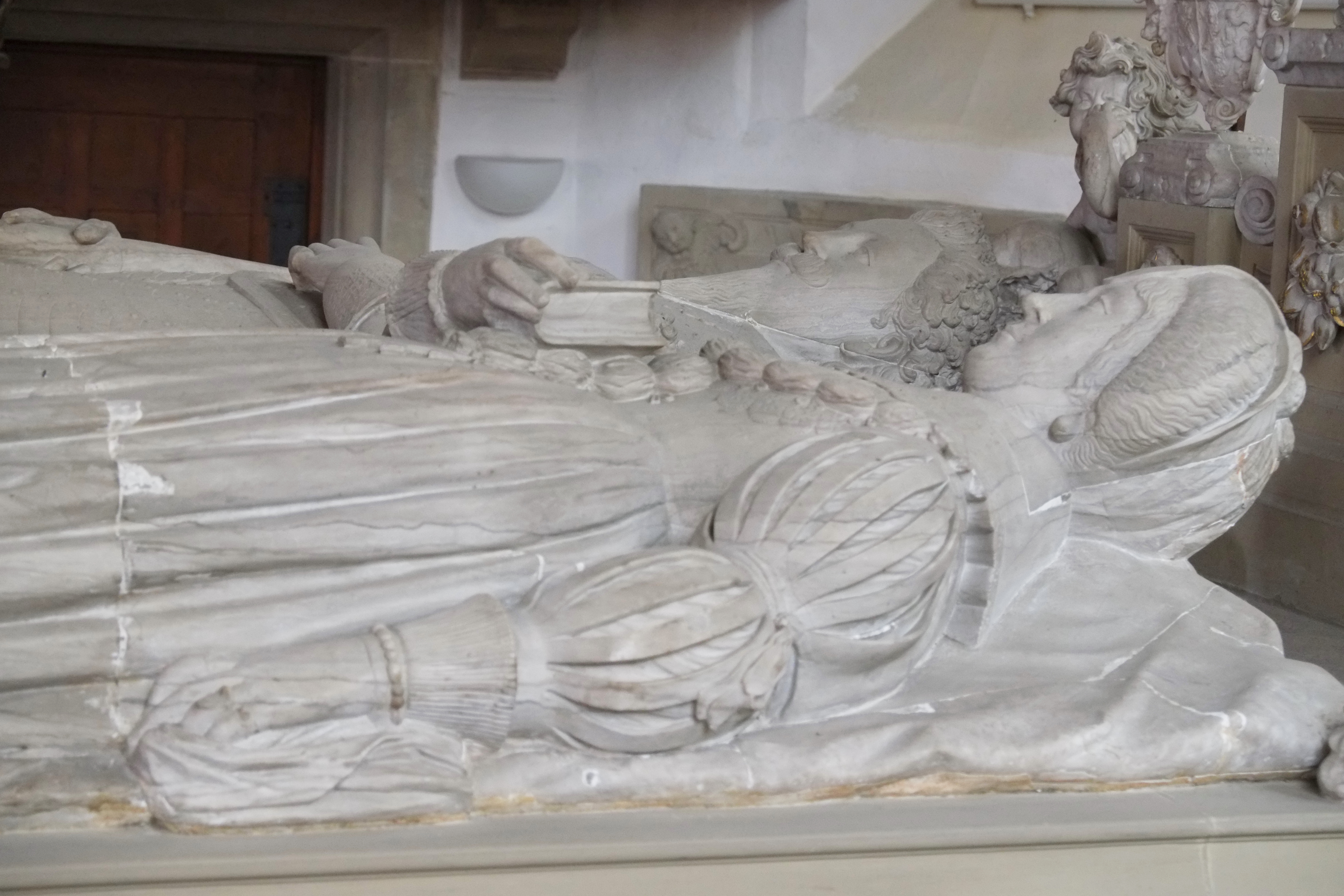
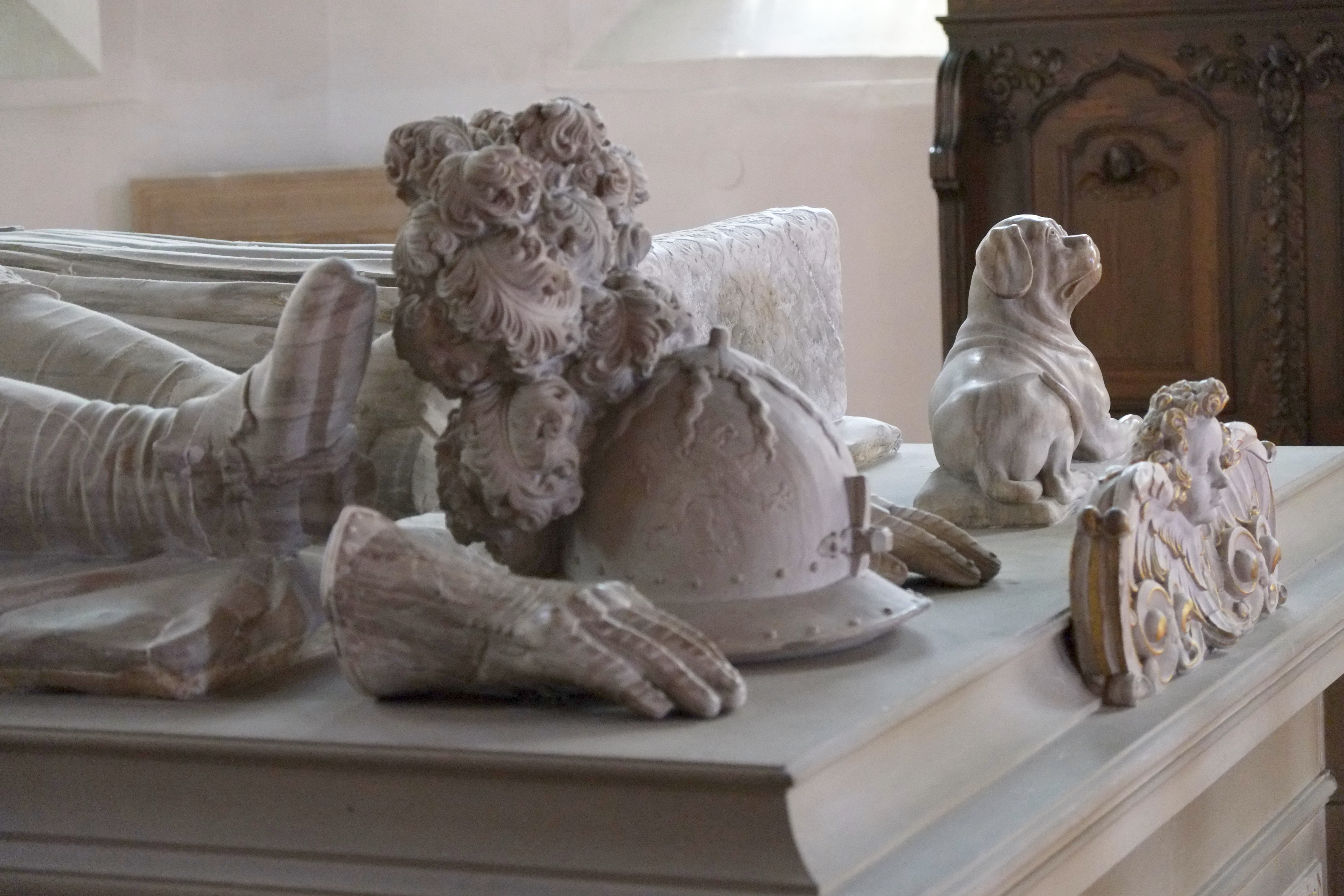
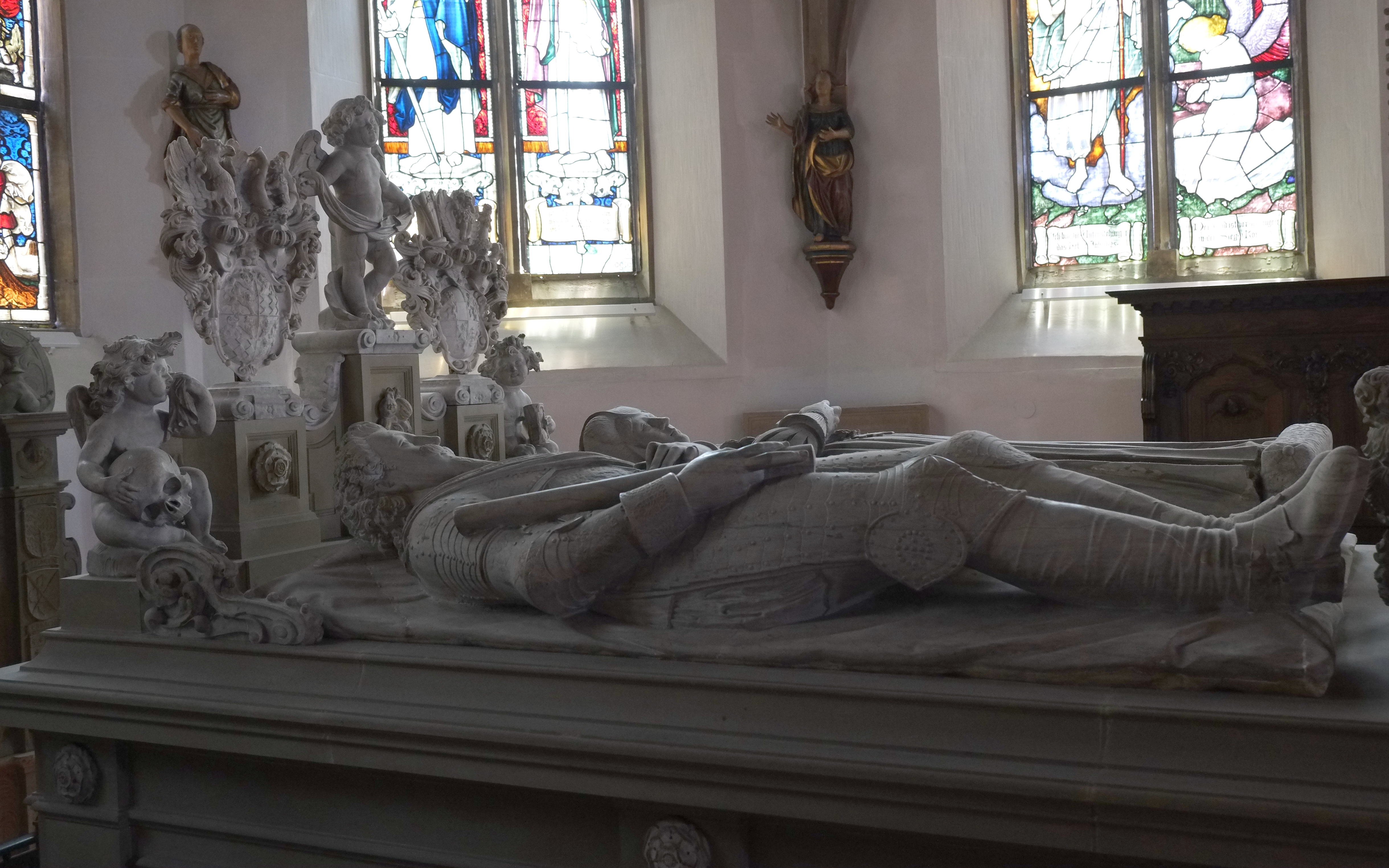
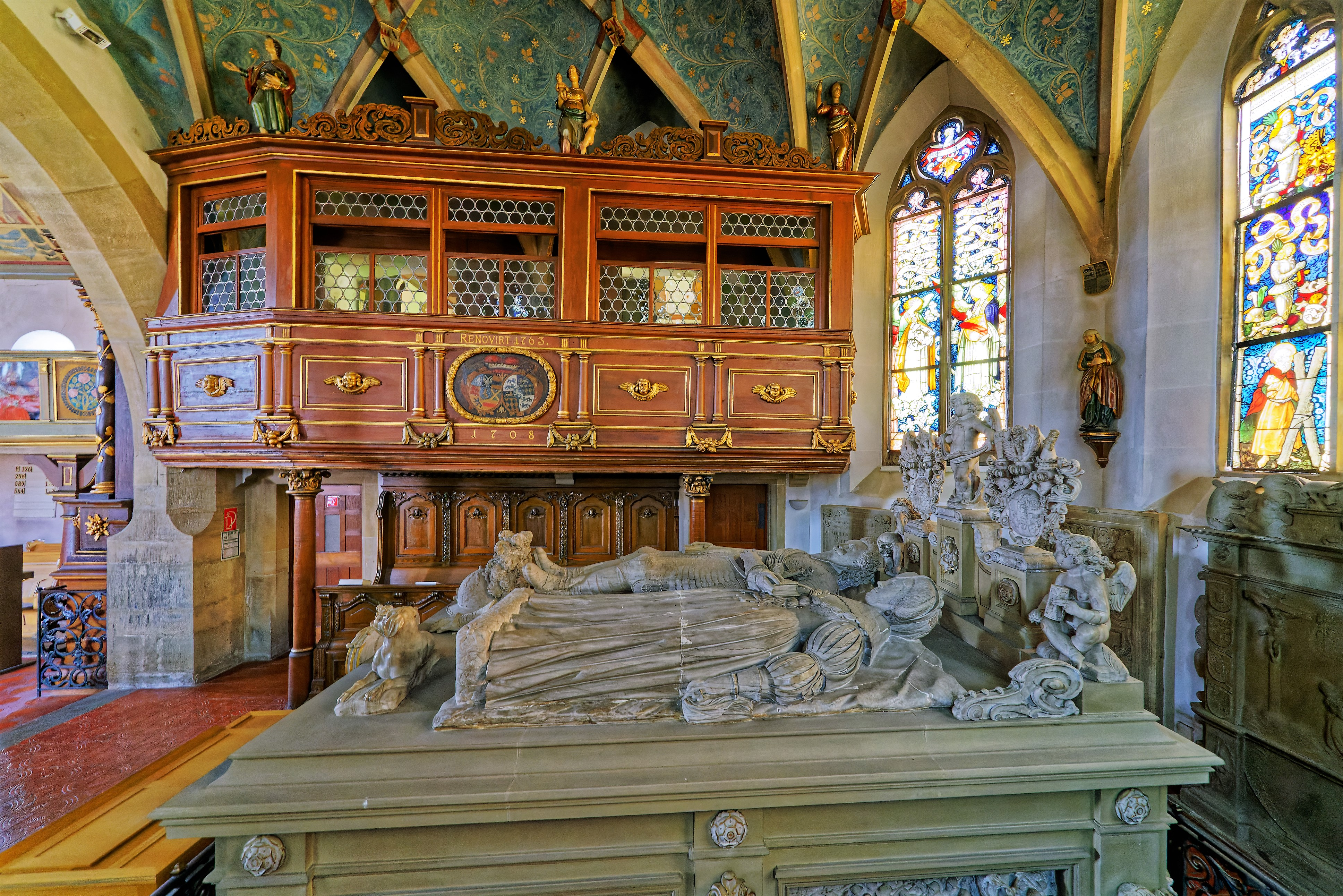